# Тереза Аркель
Тере́за Аркель (Аркль) (нім. Theresa Arkl)(Львів, 1861 або1862 — Мілан, 1929) — австрійська співачка, польська оперна співачка (сопрано), піаністка й педагог.

## Біографія
Народилася у Львові в Австро-Угорській імперії (тепер Україна) у 1862 році в єврейській сім'ї львівського адвоката Емануеля Блюменфельда. 1882 вийшла заміж за лікаря і лібретиста з Пружан (Білорусь) Зігмунда Аркеля.
Навчалася в консерваторії свого рідного міста, а потім у Відні у Луїзи Дустман-Майєр. У 1883 році дебютувала у Львові концертом. Наступного року вона дебютувала на сцені львівського Скарбківського театру у ролі Валентини в «Гугеноти». До березня 1885 року Тереза Аркль виконала, зокрема, партії Леонори («Трубадур»), Селіки («Африканка»), Альдони («Конрад Валленрод»), Маргарити («Фауст») й титульні партії в «Аїді» та «Нормі». У 1885 році з великим успіхом виступала у Варшавській опері в «Аїді», «Трубатурі» та «Африкані». Тоді повернулася до Львова, де в сезоні 1885—1886 років виконала роль Амелії («Бал-маскарад») і титульні ролі в «Ядвізі» та «Лукреції Борджі». З 1886 року з'явилася у Відні, Парижі, Празі, Будапешті та Гамбурзі. У 1890 вона взяла участь у прем'єрі опери Еміліо Серрано «Донья Хуана ла Лока», поставленій у Мадридському королівському театрі «Театро Реаль», і виступила у Більбао (1890). 1891 року в Терези Аркль були турне в Одесі, Лондоні й Мілані, де 29 грудня вона виконала партію Венери в «Тангойзері» Ріхарда Вагнера разом з Харіклеєю Даркле (Елізабет), 5 січня 1892 року — партію Норми в однойменній опері Вінченцо Белліні, а 15 лютого — партію Дездемони в опері «Отелло» Джузеппе Верді. Цей тріумф у театрі «Ла Скала» тривав 32 дні. Далі її чекали сцени Барселони (1892), Лісабона (1893), Мадрида й Буенос-Айреса, де в столичному театрі «Колон» Тереза Аркль співала в операх «Отелло» і «Лоенгрін» (1894).
1898 року Тереза Аркль виконала головну партію у прем'єрі опери Зиґмунта Носковського «Лівія Квінтілла», поставленій у Львові, у Скарбківському театрі. У лютому 1899 року вона виступила у Варшаві, а в березні того ж року дала концерт у Кракові. Вона була особливо затребувана в Королівському театрі Мадрида, з'являючись у різні сезони до 1902 року, співаючи, серед інших назв, спочатку «Джованну ла Пацу» Еміліо Серрано в 1890 році, а потім замінивши «Любителям Теруель» Томаса Бретона в 1894 році.
У 1900 році вона зіграла Брунгільду в «Сутінках богів» у театрі Карло Феліче в Генуї.
До найзначніших належать її партії Ельзи («Лоенґрін»), Елізабет («Тангойзер»), Сенти в «Летючому голландці» й Гальки в однойменній опері Станіслава Монюшка. Тереза Аркль здобула велике визнання. Слухачі й критики високо цінували її драматичне сопрано з широким діапазоном і виразну театральну гру. Останній відомий виступ Терези Аркль відбувся 1902 року в Мадриді. 1900 року вона переїхала до Мілана й там відкрила школу співу, якою керувала до кінця життя. До її учениць належали, зокрема, Євгенія Бронська, Ірен Іден, Клер Дакс, Люсетт Корсофф, Ніна Моргана, Роза Понселль. У 1903—1905 роках Тереза Аркль записала кілька грамофонних пластинок для фірм G&T і «Fonotipia».
Померла у Мілані в липні 1929 року.